# Bärwalde (Boxberg)
Bärwalde, obersorbisch Bjerwałdⓘ, ist ein Dorf im sorbischen Siedlungsgebiet der Oberlausitz, das zur sächsischen Gemeinde Boxberg/O.L. im Landkreis Görlitz gehört. Nach ihm wurde der Tagebau Bärwalde benannt, dessen Restloch zum Bärwalder See geflutet wurde.

## Geographie

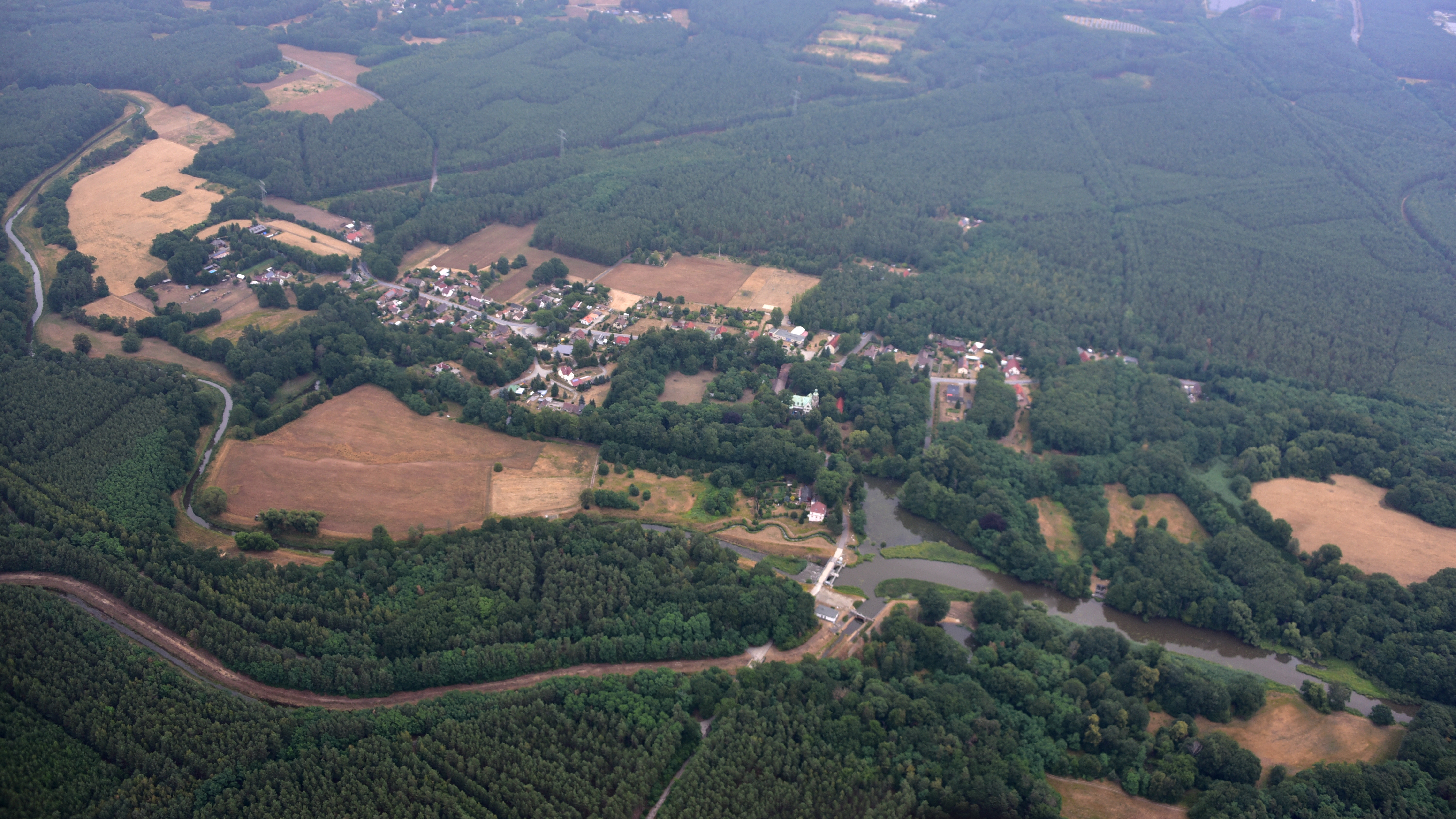
Bärwalde (Boxberg), Luftaufnahme (2019)

Bärwalde liegt am rechten Ufer der Spree, am Rande des Biosphärenreservates Oberlausitzer Heide- und Teichlandschaft. Die nähere Umgebung bilden Heidewälder und Tagebaufolgelandschaften. Westlich liegt der frühere Tagebau Lohsa (Speicherbecken Lohsa II), nordöstlich erstreckt sich der ausgekohlte Teil des Tagebaus Nochten und im Süden liegt der Bärwalder See. Rund einen Kilometer nordöstlich des Straßendorfes liegt die Ortschaft Sprey, das Kraftwerk Boxberg liegt etwa zwei Kilometer östlich von Bärwalde. Südlich der Ortslage verläuft die Bundesstraße 156 zwischen Boxberg und Uhyst. Vor dem Aufschluss des Tagebaus Bärwalde und der dazu notwendigen Spreeverlegung floss diese von Uhyst in nördlicher Richtung vorbei an Schöpsdorf und Merzdorf Bärwalde entgegen.
Die Entfernung zur Bundesautobahn 4 (Dresden–Görlitz) beträgt etwa 20 Kilometer. Die nächstgelegenen Bahnhöfe befinden sich in Uhyst (etwa 10 km entfernt, Bahnstrecke Hoyerswerda–Görlitz) und Weißwasser (etwa 20 km entfernt, Bahnstrecke Cottbus–Görlitz).

## Geschichte

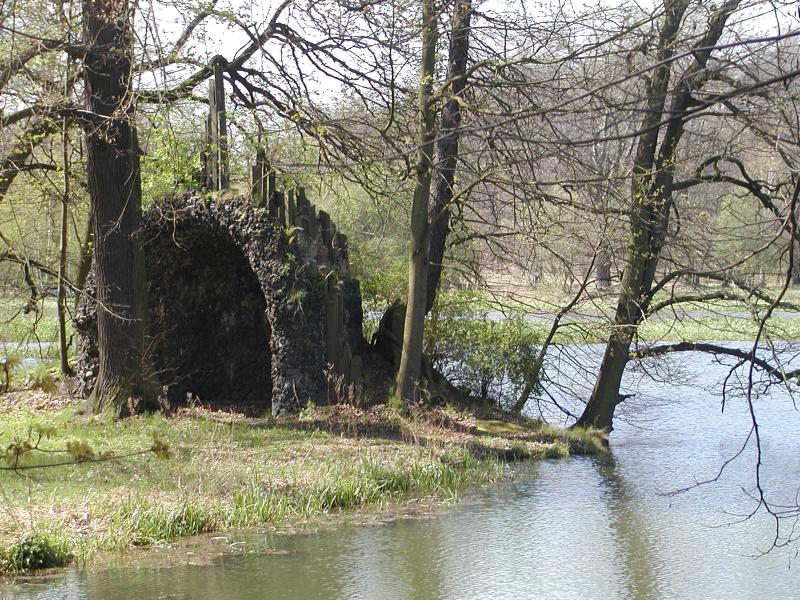
Basaltgrotte im Landschaftspark Bärwalde

Archäologische Funde weisen auf eine Siedlungstätigkeit bereits in der Altsteinzeit sowie in der frühen Eisenzeit. Urkundliche Erwähnung fand Berwalt erstmals um 1400 in einem Bautzener Steuerverzeichnis.
Bärwalde gehörte spätestens seit dem frühen 17. Jahrhundert zum Gut Uhyst. Im Verlauf des Jahrhunderts kam es zu mehreren Besitzerwechseln. Im Jahr 1677 ist Heinrich Wenzel von Hundt und Alten-Grottkau, dem auch die Güter Merzdorf und Mönau gehörten, als Besitzer bekannt.
Der Eisenhammer brannte 1686 ab. Er wurde erst 1773 durch den neuen Gutsbesitzer Matthäus Lange wieder aufgebaut, da mit der Wasserkraft der Spree sowie regional noch vorhandenem Raseneisenerz gute Standortfaktoren herrschten. Aus dem reichen Holzvorrat lokaler Wälder wurde durch Verkohlung die notwendige Holzkohle hergestellt. Für die Bärwalder Bauern war die Forstwirtschaft eine notwendige Arbeit zur Sicherung des Lebensunterhalts, da die Landwirtschaft auf den kargen Böden nur wenig ertragreich war.
Nach den Befreiungskriegen konnte das Königreich Preußen 1815 einen Großteil der sächsischen Ländereien übernehmen, darunter die Niederlausitz und den größeren Teil der Oberlausitz. In der Folge kam Bärwalde 1825 zum schlesischen Landkreis Hoyerswerda. Der Landrat des Kreises schrieb 1881 an die Regierung des Regierungsbezirks Liegnitz: „Die Gemeinden Bärwalde, Merzdorf und Schöpsdorf gehören mit zu den ärmsten Gemeinden des Kreises, die Ländereien daselbst bestehen größtenteils aus sehr leichten Sandböden und gewähren nur äußerst geringen Ertrag.“
Friedrich Hermann Rötschke (1805–1893), der Gestalter des Kromlauer Parks, übernahm 1875 das Gut und begann mit der Anlage eines Landschaftsparks mit Grotten aus Basalt. In die Gestaltung des Parks bezog er den natürlichen Lauf der Spree, den Mühlgraben und den bereits vorhandenen Baumbestand von Bärwalde ein. Dieses Projekt konnte er nicht vollenden.

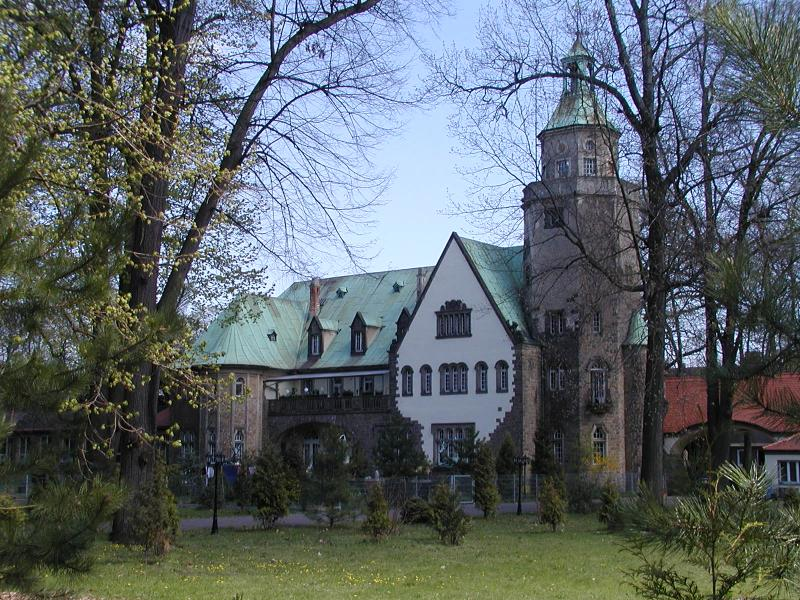
Bärwalder Schloss

In den Jahren von 1923 bis 1964 versorgte das Elektrizitätswerk von Bärwalde, ein kleines Wasserkraftwerk an der Spree, 26 Orte mit elektrischer Energie. Das 1922/1923 erbaute Schloss von Bärwalde, ehemaliger Besitz des Gutsherrn Rudolf Hünlich, beherbergte von 1950 bis 1991 eine Lungenklinik. Das Schloss steht heute unter Denkmalschutz und dient, wie das Gebäude des ehemaligen Kraftwerks, als Wohngebäude.
Am 1. Januar 1957 wurden Bärwalde und Schöpsdorf nach Merzdorf eingegliedert. Auf diese Weise sollten sozialistische Strukturen gefestigt und die Kollektivierung der Landwirtschaft vorangetrieben werden. In unmittelbarer Nähe des Ortes begann 1973 mit dem Aufschluss des Tagebaus Bärwalde die Braunkohleförderung. Anders als Merzdorf und Schöpsdorf war Bärwalde von ihm nicht direkt betroffen, weshalb Bärwalde am 1. Juli 1978 wieder zur selbständigen Gemeinde wurde. In der Folge wurde Bärwalde von Merzdorf nach Uhyst umgepfarrt.
Am 1. Januar 1994 schlossen sich die Gemeinden Hermsdorf/Spree, Litschen, Lohsa, Steinitz, Weißkollm und Bärwalde zur Gemeinde Lohsa zusammen. Da Bärwalde nur einen Kilometer südlich des Boxberger Ortsteils Sprey, jedoch tagebaubedingt mehrere Kilometer östlich der anderen Gemeindeteile Lohsas liegt, wurde der Ort auf Vorschlag des damaligen Lohsaer Bürgermeisters am 1. Januar 1998 nach Boxberg eingegliedert. Dies ging mit einem Kreiswechsel vom Landkreis Kamenz zum Niederschlesischen Oberlausitzkreis einher.
Im Jahr 2022 geriet Bärwalde in die Schlagzeilen, als das Schloss von Bärwalde zum Sitz der rechtsextremen Reichsbürgerbewegung „Königreich Deutschland“ unter Führung des selbsternannten „Obersten Souveräns“ und „Königs“ Peter Fitzek wurde.

### Bevölkerungsentwicklung
| Jahr | Einwohner |
| ---- | --------- |
| 1825 | 115       |
| 1871 | 161       |
| 1885 | 156       |
| 1905 | 145       |
| 1925 | 102       |
| 1939 | 99        |
| 1946 | 133       |
| 1950 | 102       |
| 1988 | 215       |
| 1999 | 179       |
| 2008 | 165       |

Für das Jahr 1658 werden in Bärwalde 15 Wirtschaften genannt, im Jahr 1777 sind es noch fünf besessene Mann und drei Häusler.
Während die Bevölkerungszahl im 19. Jahrhundert bis zur Reichsgründung auf 161 ansteigt, ist danach ein leichter Rückgang zu verzeichnen, der sich im frühen 20. Jahrhundert beschleunigt. 1939, kurz vor Ausbruch des Zweiten Weltkriegs, werden nur noch 99 Einwohner verzeichnet. Nach dem Krieg steigt die Zahl kurzzeitig durch Flüchtlinge und Vertriebene an, liegt jedoch bereits 1950 wieder auf Vorkriegsniveau. Durch die Umsiedlung Merzdorfs sowie den Bau des Kraftwerks Boxberg ist die Zahl der Einwohner 1988 mit 215 mehr als doppelt so hoch. Jedoch ist auch diese Zahl rückläufig, so dass der Wert innerhalb von 20 Jahren um ein Viertel auf 165 gesunken ist.
Um das Jahr 1880 ermittelt Arnošt Muka für seine Statistik der Sorben in der Oberlausitz in Bärwalde 138 Sorben und 7 Deutsche, was einem sorbischen Bevölkerungsanteil von 95 % entspricht. Zu dieser Zeit lag der Ort noch im zentralen sorbischen Sprachgebiet. Ernst Tschernik zählte 1956 einen sorbischsprachigen Bevölkerungsanteil von nur noch 38,5 %. Seitdem ist der Gebrauch des Sorbischen im Ort weiter zurückgegangen.

### Ortsname
Namensformen sind Berwalt (um 1400), Bernwald (1418), Berenwalde (1608), Beerwalde (1626 und 1845), Beerwalda (1658) und Bärwalde (1900). Der sorbische Name Bjerwałd ist eine Übertragung des deutschen Namens.
Wenngleich die großen Waldbestände der Umgebung vermuten lassen, dass sich der Name auf Wälder, in denen viele Beeren wachsen, zurückführen lässt, weist Hans Walther darauf hin, dass diese Ableitung nicht eindeutig belegbar ist. Auch einen Personennamen Bero oder Bern als Ursprung hält er für möglich.

## Sehenswürdigkeiten

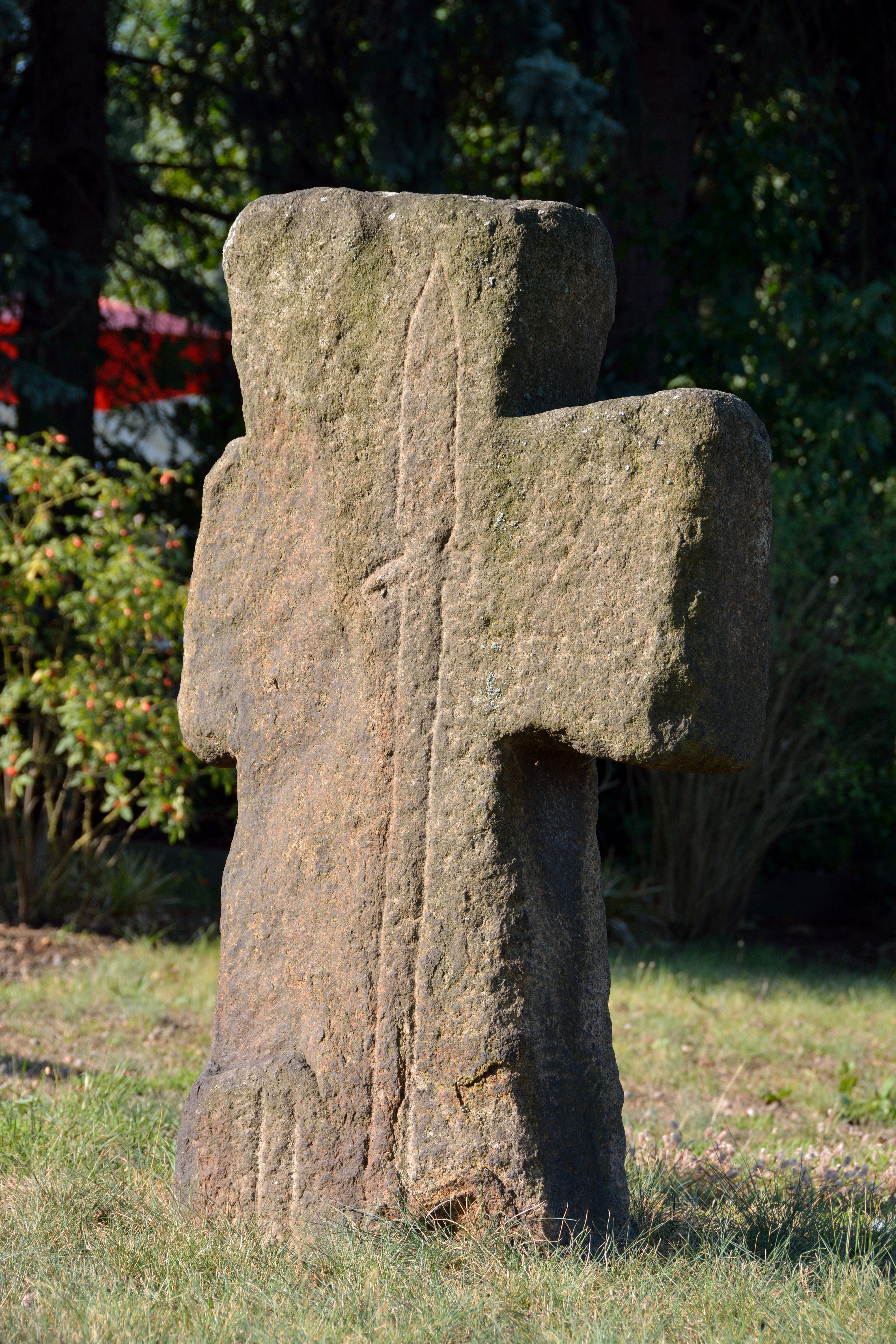
Sühnekreuz aus dem 14./15. Jahrhundert

Neben dem Schloss mit seinem Park hat Bärwalde noch weitere Sehenswürdigkeiten. Kurz vor dem Ortsabbruch Merzdorfs wurde das dortige Sühnekreuz nach Bärwalde gebracht. Dieses Granitkreuz aus dem 14. oder 15. Jahrhundert ist 1,67 m lang, 69 cm breit und 18 cm stark. In ihm sind zwei Spieße eingemeißelt, allerdings ist aufgrund einer Beschädigung an der linken Seite nur noch der rechte Spieß vollständig erkennbar.
Durch die Flutung des ehemaligen Tagebaus entstand der Bärwalder See, der größte See Sachsens sowie der drittgrößte See des Lausitzer Seenlandes. Dieser wird von der Gemeinde Boxberg nach und nach für den Tourismus ausgebaut.